# Districte de Meaux
El Districte de Meaux és un dels cinc districtes amb què es divideix el departament francès del Sena i Marne, a la regió de l'Illa de França. Té 8 cantons i 143 municipis. El cap del districte és la sotsprefectura de Meaux.

## Composició

### Cantons
- Claye-Souilly
- Coulommiers (en part)
- La Ferté-sous-Jouarre
- Fontenay-Trésigny (en part)
- Meaux
- Mitry-Mory
- Serris (en part)
- Villeparisis (en part)

### Municipis
Els municipis del districte de Meaux, i el seu codi INSEE, son:
1. Amillis (77002)
2. Annet-sur-Marne (77005)
3. Armentières-en-Brie (77008)
4. Aulnoy (77013)
5. Barcy (77023)
6. Bassevelle (77024)
7. Beautheil (77028)
8. Boissy-le-Châtel (77042)
9. Bouleurs (77047)
10. Boutigny (77049)
11. Bussières (77057)
12. La Celle-sur-Morin (77063)
13. Chailly-en-Brie (77070)
14. Chambry (77077)
15. Chamigny (77078)
16. Changis-sur-Marne (77084)
17. Charmentray (77094)
18. Charny (77095)
19. Chauconin-Neufmontiers (77335)
20. Chauffry (77106)
21. Chevru (77113)
22. Citry (77117)
23. Claye-Souilly (77118)
24. Cocherel (77120)
25. Compans (77123)
26. Condé-Sainte-Libiaire (77125)
27. Congis-sur-Thérouanne (77126)
28. Couilly-Pont-aux-Dames (77128)
29. Coulombs-en-Valois (77129)
30. Coulommes (77130)
31. Coulommiers (77131)
32. Coutevroult (77141)
33. Crécy-la-Chapelle (77142)
34. Crégy-lès-Meaux (77143)
35. Crouy-sur-Ourcq (77148)
36. Cuisy (77150)
37. Dagny (77151)
38. Dammartin-en-Goële (77153)
39. Dammartin-sur-Tigeaux (77154)
40. Dhuisy (77157)
41. Douy-la-Ramée (77163)
42. Esbly (77171)
43. Étrépilly (77173)
44. Faremoutiers (77176)
45. La Ferté-sous-Jouarre (77183)
46. Forfry (77193)
47. Fresnes-sur-Marne (77196)
48. Fublaines (77199)
49. Germigny-l'Évêque (77203)
50. Germigny-sous-Coulombs (77204)
51. Gesvres-le-Chapitre (77205)
52. Giremoutiers (77206)
53. Gressy (77214)
54. Guérard (77219)
55. Hautefeuille (77224)
56. La Haute-Maison (77225)
57. Isles-les-Meldeuses (77231)
58. Isles-lès-Villenoy (77232)
59. Iverny (77233)
60. Jaignes (77235)
61. Jouarre (77238)
62. Juilly (77241)
63. Lizy-sur-Ourcq (77257)
64. Longperrier (77259)
65. Luzancy (77265)
66. Maisoncelles-en-Brie (77270)
67. Marchémoret (77273)
68. Marcilly (77274)
69. Mareuil-lès-Meaux (77276)
70. Marolles-en-Brie (77278)
71. Mary-sur-Marne (77280)
72. Mauperthuis (77281)
73. Mauregard (77282)
74. May-en-Multien (77283)
75. Meaux (77284)
76. Méry-sur-Marne (77290)
77. Le Mesnil-Amelot (77291)
78. Messy (77292)
79. Mitry-Mory (77294)
80. Montceaux-lès-Meaux (77300)
81. Montgé-en-Goële (77308)
82. Monthyon (77309)
83. Montry (77315)
84. Mouroux (77320)
85. Moussy-le-Neuf (77322)
86. Moussy-le-Vieux (77323)
87. Nanteuil-lès-Meaux (77330)
88. Nanteuil-sur-Marne (77331)
89. Nantouillet (77332)
90. Ocquerre (77343)
91. Oissery (77344)
92. Othis (77349)
93. Penchard (77358)
94. Pézarches (77360)
95. Pierre-Levée (77361)
96. Le Pin (77363)
97. Le Plessis-aux-Bois (77364)
98. Le Plessis-l'Évêque (77366)
99. Le Plessis-Placy (77367)
100. Poincy (77369)
101. Pommeuse (77371)
102. Précy-sur-Marne (77376)
103. Puisieux (77380)
104. Quincy-Voisins (77382)
105. Reuil-en-Brie (77388)
106. Rouvres (77392)
107. Saâcy-sur-Marne (77397)
108. Saint-Augustin (77400)
109. Sainte-Aulde (77401)
110. Saint-Fiacre (77408)
111. Saint-Germain-sur-Morin (77413)
112. Saint-Jean-les-Deux-Jumeaux (77415)
113. Saint-Mard (77420)
114. Saint-Mesmes (77427)
115. Saint-Pathus (77430)
116. Saints (77433)
117. Saint-Soupplets (77437)
118. Sammeron (77440)
119. Sancy (77443)
120. Sept-Sorts (77448)
121. Signy-Signets (77451)
122. Tancrou (77460)
123. Thieux (77462)
124. Tigeaux (77466)
125. Touquin (77469)
126. Trilbardou (77474)
127. Trilport (77475)
128. Trocy-en-Multien (77476)
129. Ussy-sur-Marne (77478)
130. Varreddes (77483)
131. Vaucourtois (77484)
132. Vendrest (77490)
133. Vignely (77498)
134. Villemareuil (77505)
135. Villeneuve-sous-Dammartin (77511)
136. Villenoy (77513)
137. Villeparisis (77514)
138. Villeroy (77515)
139. Villevaudé (77517)
140. Villiers-sur-Morin (77521)
141. Vinantes (77525)
142. Vincy-Manœuvre (77526)
143. Voulangis (77529)